# Distretto di Asunción (Paraguay)
Il distretto di Asunción (in spagnolo: Distrito Capital) è un'entità amministrativa del Paraguay, non fa parte di alcun dipartimento.
Il suo territorio comprende la capitale del paese, la città di Asunción.